# Dejan Djuranović
Dejan Djuranović, slovenski nogometni trener, * 5. maj 1968, Postojna.
Djuranović je večji del kariere igral v slovenski ligi za klube Izola, Olimpija, Gorica, Maribor in Domžale. Skupno je v prvi slovenski ligi odigral 386 prvenstvenih tekem in dosegel 58 golov.
Za slovensko reprezentanco je odigral edino tekmo 3. junija 1992 na prijateljski tekmi proti estonski reprezentanci.

## Trenerska kariera
Trenersko kariero je začel pri nogometnem klubu Radomlje, katere je leta 2014 popeljal v prvo slovensko nogometno ligo. Tja se je uvrstil kot drugouvrščeni.